# Stenkvista socken
Stenkvista socken i Södermanland ingick i Österrekarne härad, ingår sedan 1971 i Eskilstuna kommun och motsvarar från 2016 Stenkvista distrikt.
Socknens areal är 53,25 kvadratkilometer, varav 53,17 land. År 2000 fanns här 1 265 invånare. Tätorten Hällberga samt  sockenkyrkan Stenkvista kyrka ligger i socknen.  

## Administrativ historik
Stenkvista socken har medeltida ursprung. 
Vid kommunreformen 1862 övergick socknens ansvar för de kyrkliga frågorna till Stenkvista församling och för de borgerliga frågorna till Stenkvista landskommun. Landskommunen inkorporerades 1952 i Ärla landskommun som 1971 uppgick i Eskilstuna kommun. Församlingen uppgick 2006 i Stenkvista-Ärla församling.
1 januari 2016 inrättades distriktet Stenkvista, med samma omfattning som församlingen hade 1999/2000.
Socknen har tillhört län, fögderier, tingslag och domsagor enligt vad som beskrivs i artikeln Österrekarne härad.  De indelta soldaterna tillhörde Södermanlands regemente, Öster Rekarne kompani.

## Geografi
Stenkvista socken ligger sydost om Eskilstuna.. Socknen har i centrum en uppodlad lerslätt och har skogsbygd däromkring.

## Fornlämningar

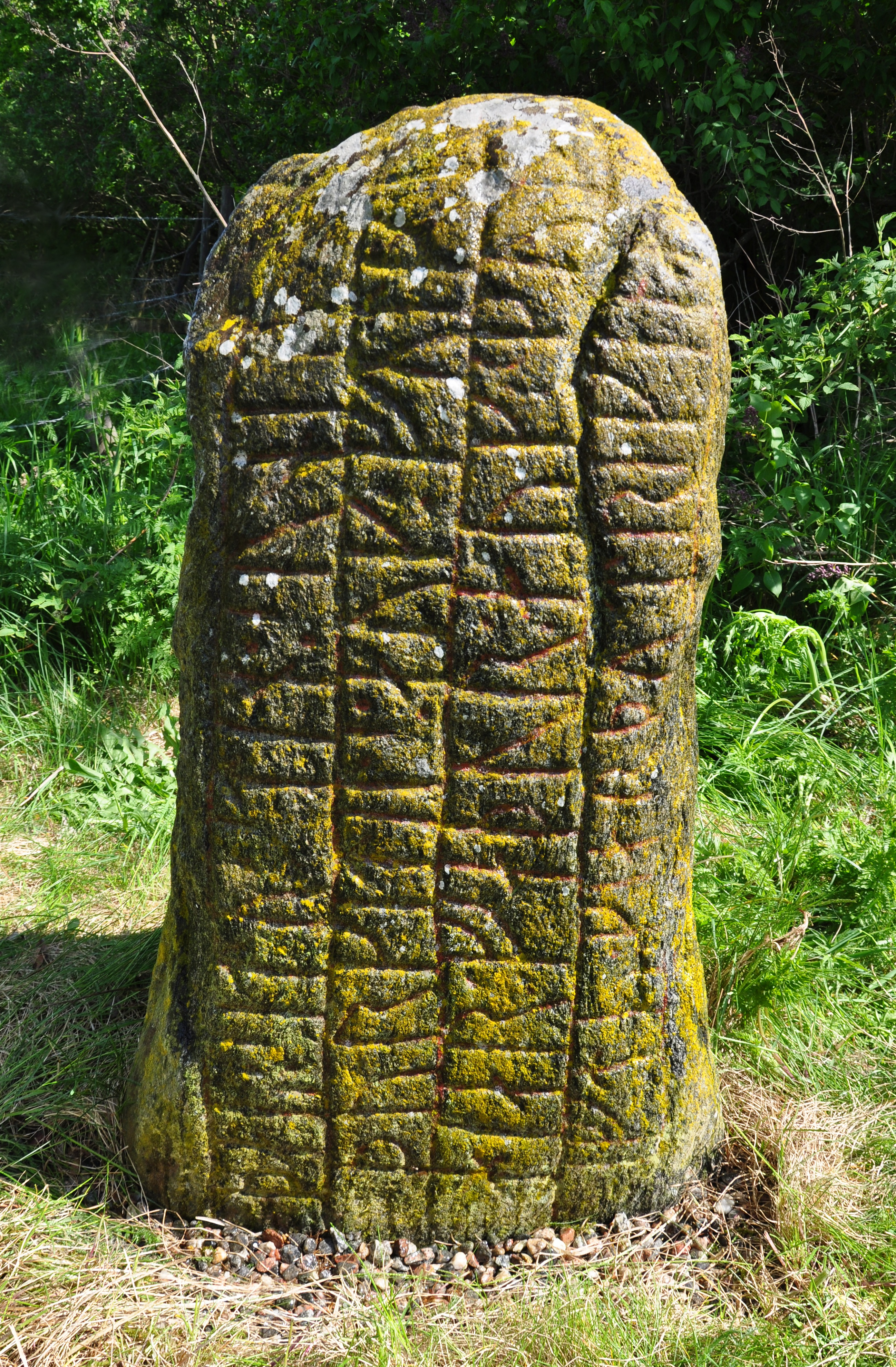
Runstenen Sö 113 i Kolunda.

Från järnåldern finns elva gravfält. En fornborg och fem runristningar är kända.

## Namnet
Namnet (1314 Stenquiste) kommer från en tidigare kyrkby och syftar på en utskjutande och stenig något upphöjd terrängformation nära kyrkan.